# Кашин
Кашин (рус. Кашин) град је у европском делу Руске Федерације и административни центар Кашинског рејона смештеног на крајњем југоистоку Тверске области. Град је основан 1238. и убраја се међу најстарије градове Тверске земље. 
Захваљујући изворима лековите минералне воде познат је и као бањски центар још с краја XIX века. У граду постоје и погони за флаширање минералне воде. Често га називају и „градом руског срца“ пошто река Кашинка на свом делу тока кроз овај град прави силуету сличну облику срца. 
Према проценама националне статистичке службе, у граду је 2014. живело 15.178 становника.

## Географија
Град Кашин налази се у југоисточном делу Тверске области, на свега неколико километара од административне границе са Јарославском облашћу. Град лежи у географској регији Горњоволшка низија, на надморској висини од 125 метара. Кроз град протиче река Кашинка (лева притока Волге), на свега око 20 км узводно од њеног ушћа у вештачко Угличко језеро, на месту где се у ову реку уливају њене највеће притоке Масљатка и Вонжа. Налази се на отприлике пола пута између главног града земље Москве (180 км) и административног центра области, града Твера (150 км).
Кашин је важна железничка станица на линији Кимри—Сонково, и важно је саобраћајно раскршће кроз које пролазе друмски правци Кашин—Каљазин, Кашин—Кушалино—Твер и Кашин—Кесова Гора—Бежецк.

## Историја
Тачан датум оснивања насељеног места Кашин, чије име је вероватно угро-финског порекла, није познат. У писаним изворима град се први пут помиње 1238. у Никоновским летописима као „место страшно разрушено од стране монголских хорди“. Други помен односи се на један војни документ из 1287. по којем су владимирски књаз Дмитри Александрович и његови савезници током рата против књаза Михаила Јарославича Тверског, девет дана опседали Кашин.
Познато је да је након 1238. цела Кашинска земља постала делом Владимирске кнежевине у чијем саставу остаје све до оснивања Тверске кнежевине 1247. године када постаје и главним градом североисточних Тверских земаља. У то време Кашин је био утврђен град који је са три стране био окружен меандром реке Кашинке.
Након смрти тверског књаза Михаила Јарославича 1318. долази до распада Тверске кнежевине и њене поделе на неколико мањих наследних кнежевина. Тако је 1319. успостављена независна Кашинска кнежевина којом је управљао најмлађи Михаилов син Василиј Михајлович. Након што је Василијих засео на трон у Тверу 1349. Кашинском кнежевином је кратко време управљала његова мајка Ана Кашинска (доцније монахиња Софија). 
Током целог XIV века Кашин се налазио на међи зараћених Тверских и Московских кнежева, а локални владари су на све начине покушавали и успевали да сачувају независну позицију Кашинске кнежевине. Након пораза Тверске кнежевине 1375. Москва је Кашинском кнежевсту гарантовала независну позицију у односу на Твер. Међутим, како је тадашњи кашински књаз Василиј Михајлович 1382. умро без наследника, Кнежевина је поново постала вазалом Твера. Године 1426. Кашинска кнежевина и службено престаје да постоји.
Кроз цео тај период Кашин је био познат као важан трговачки центар који је ковао властити новац. 
Године 1485. заједно са целом Тверском кнежевином, и Кашин постаје делом Московке државе, а самим тим губи се и позиција Кашина као центра трговине и занатства. Током XVII века град је преживео неколико катастрофа. Прво су га 1609. опљачкали и спалили пољски освајачи, потом је 1654. епидемија куге десетковала његово становништво, да би 1676. у великом пожару изгорео готово до темеља. 
Позитиван ефекат у развоју Кашина имало је оснивање нове руске престонице на северу, Петрограда, а главни путеви који су водили ка новој престоници из Москве ишли су управо преко Кашина. Град почиње убрзано да се развија, занатсво и трговина доживљавају велики замајац. Године 1775. Кашин добија административни статус града и средишта истоименог округа. 
Године 1867. у граду је подигнута камена Воскресењска саборна црква чији звоник (висок 76 метара) је важио за највиши у то време у целој епархији, а 1898. изграђена је железница која је град повезивала са Санкт Петербургом (исте године свој рад започео је и бањско-лечилишни центар). 
Кашински трговци су били познати и као велики добротвори и задужбинари. Тако је почетком XX века у граду и његовој околини егзистирала 21 црквена и 3 манастирске задужбине, а колика је била важност града у верском смислу најбоље говори податак да је православни епископ тверски носио титулу „Архиепископа Тверског и кашинског“.
Према подацима са сверуског пописа становништва из 1897. у граду Кашину су живела 7.544 становника у 1.120 домаћинстава.  

## Демографија
Према подацима са пописа становништва 2010. у граду је живело 16.171 становника, док је према проценама за 2014. град имао 15.178 становника.
| 1897. | 1959.  | 1970.  | 1979.  | 1989.  | 2002.  | 2010.  | 2014.  |
| ----- | ------ | ------ | ------ | ------ | ------ | ------ | ------ |
| 7.544 | 16.162 | 17.678 | 18.800 | 21.186 | 17.299 | 16.171 | 15.178 |

## Николајевски Клобуков манастир
Николајевски Клобуков манастир (рус. Никола́евский Клобу́ков монасты́рь) једини је активни од три некадашња Кашинска манастира. Иако први писани подаци о манастиру датирају из 1420. године и времена када је у њему борави Макарије Каљазински, више је него извесно да је сам манастир знатно старији и да је вероватно основан средином XIV века. 
Прва дрвена манастирска црква била је посвећена светом Николи Мирликијском, па отуда и прво име манастира. Друго име — Клобуков (клобук - монашка капуљача) — помиње се још у XV веку и везано је за предање о ходочашћу светог Јована Новгородског у Свету Земљу у другој половини XII века. 
У оквиру манастира постоје три камена храма: Троицки сабор из 1664, надвратна Покровска црква (XVII век) и Алексејевска црква (1851—1854). Манастиру припада и издвојена Петропавловска црква која се на лази у граду Кашину, ван манастирског комплекса. 
Манастир је затворен током током 1920-их, а његова имовина национализована од стране совјетских револуционарних власти. Звоник је срушен, а комплетан иконостас уништен. Главна манастирска црква је претворена у погон месне индустрије за производњу кобасица.
Рад манастира се обнавља након распада Совјетског Савеза, када је нацинализована манастирска имовина враћена Руској православној цркви. Иако је у време оснивања Клобуков манастир био мушка монашка заједница, савремени манастир делује као женски. 

## Знаменити Кашињани
- Ана Кашинска (1280—1368) — тверска кнегиња, кнегиња Кашинске кнежевине и светитељка РПЦ;
- Макарије Каљазински (1402—1483) — светитељ Руске ПЦ, једно време монах у Кашинском Клобуковом манастиру, и оснивач Троицког манастира у Каљазину;
- Михаил Калињин (1875—1946) — бољшевички револуционар, учесник Октобарске револуције и председник Руске СФСР, односно Совјетског Савеза од 1922. до 1946. године. Родио се у селу Верхњаја Тројица, на око 30 км западно од Кашина.